# Vulpes vulpes schrencki
Renard roux de Sakhaline, Renard roux d’Hokkaidō
Sous-espèce
Vulpes vulpes schrencki, le Renard roux de Sakhaline, également désigné sous le nom de Renard roux d’Ézo ou Renard roux d’Hokkaidō, de son nom japonais Kitakitsune (キタキツネ、北狐) "renard du Nord", est une sous-espèce du Renard roux présente dans les îles de Hokkaidō et Sakhaline, ainsi que dans le sud des îles Kouriles, et sur les îlots environnants.

## Nom
Le nom japonais du renard roux de Hokkaido, kitakitsune (北狐), signifie "renard du Nord". Il a été donné par le zoologiste Kyūkichi Kishida en 1924 lorsqu'il l'a étudié à Sakhaline, alors qu'il était chercheur à l'Institut de recherche sur la vie insulaire,,. Ce nom a été largement utilisé depuis lors pour désigner cette espèce de renard à Hokkaido et dans les îles Kouriles. Ce nom est principalement utilisé au Japon pour différencier cette sous-espèce septentrionale de celle du renard du Japon (Vulpes vulpes japonica), la sous-espèce présente sur l'archipel principal, appelée localement sous le nom Hondogitsune (ホンドギツネ).
En langue Aïnou, cette sous-espèce est appelée cironnup, sumari, kimotpe ou hurep,.

## Description
Le renard roux de Hokkaido est plus grand que le renard roux japonais que l'on trouve sur les îles japonaises de Honshū, Shikoku et Kyūshū. Les oreilles et l'extérieur des membres sont noirs. Il présente de nombreuses similitudes avec le renard roux du continent.
Il possède quarante-deux dents : six incisives supérieures et inférieures, deux canines supérieures et inférieures, huit prémolaires supérieures et inférieures, quatre molaires maxillaires et six molaires mandibulaires.

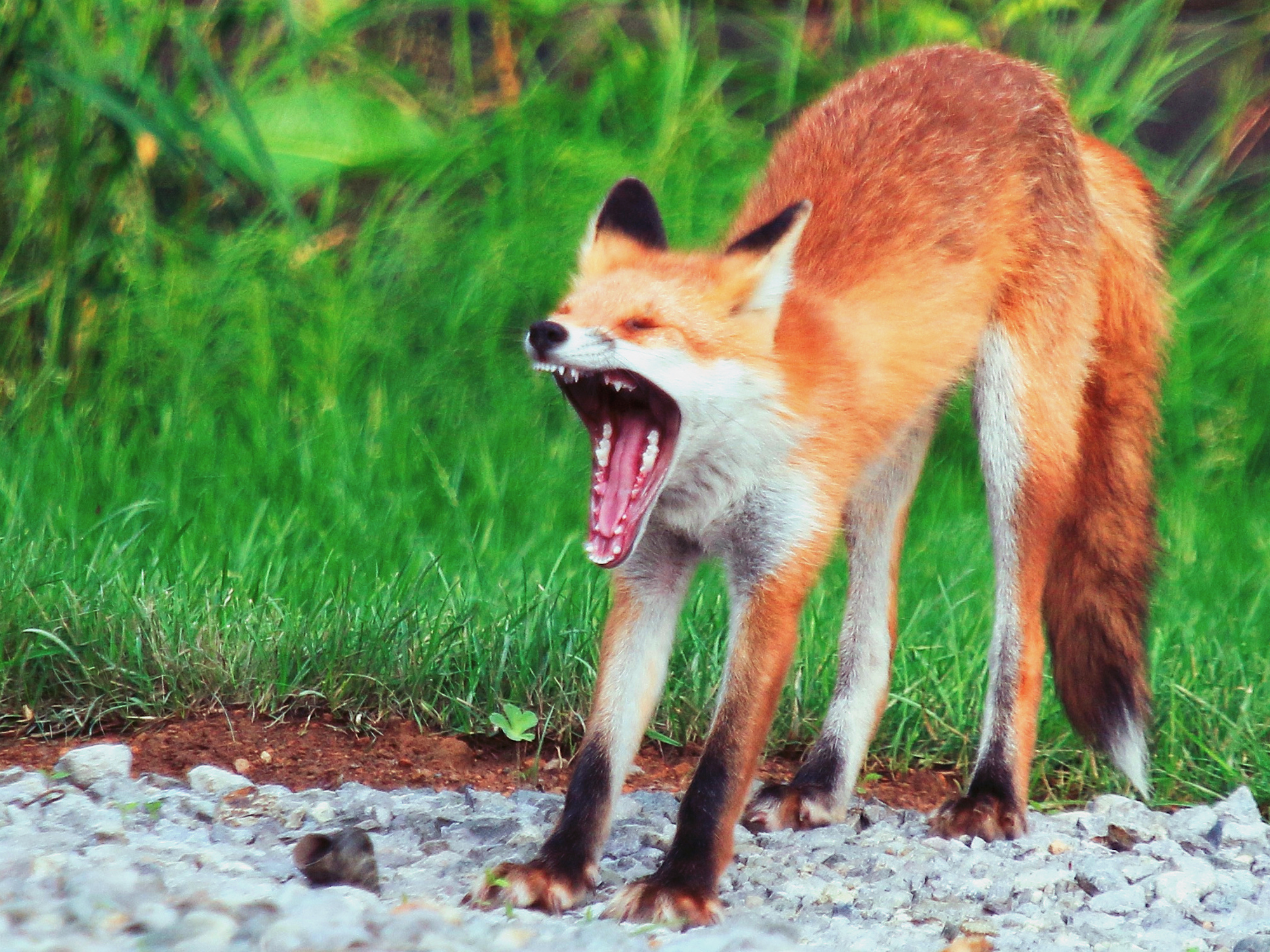
Dentition du renard roux de Hokkaido.

Il s'appuie sur les cinq doigts de ses pattes avant, mais sur seulement quatre de ses pattes arrière, le cinquième étant situé plus en hauteur.
La femelle présente généralement huit mamelles : une paire sur le thorax, deux sur l'abdomen et une dans l'aine, mais certains individus avec sept à dix mamelles ont été observés.

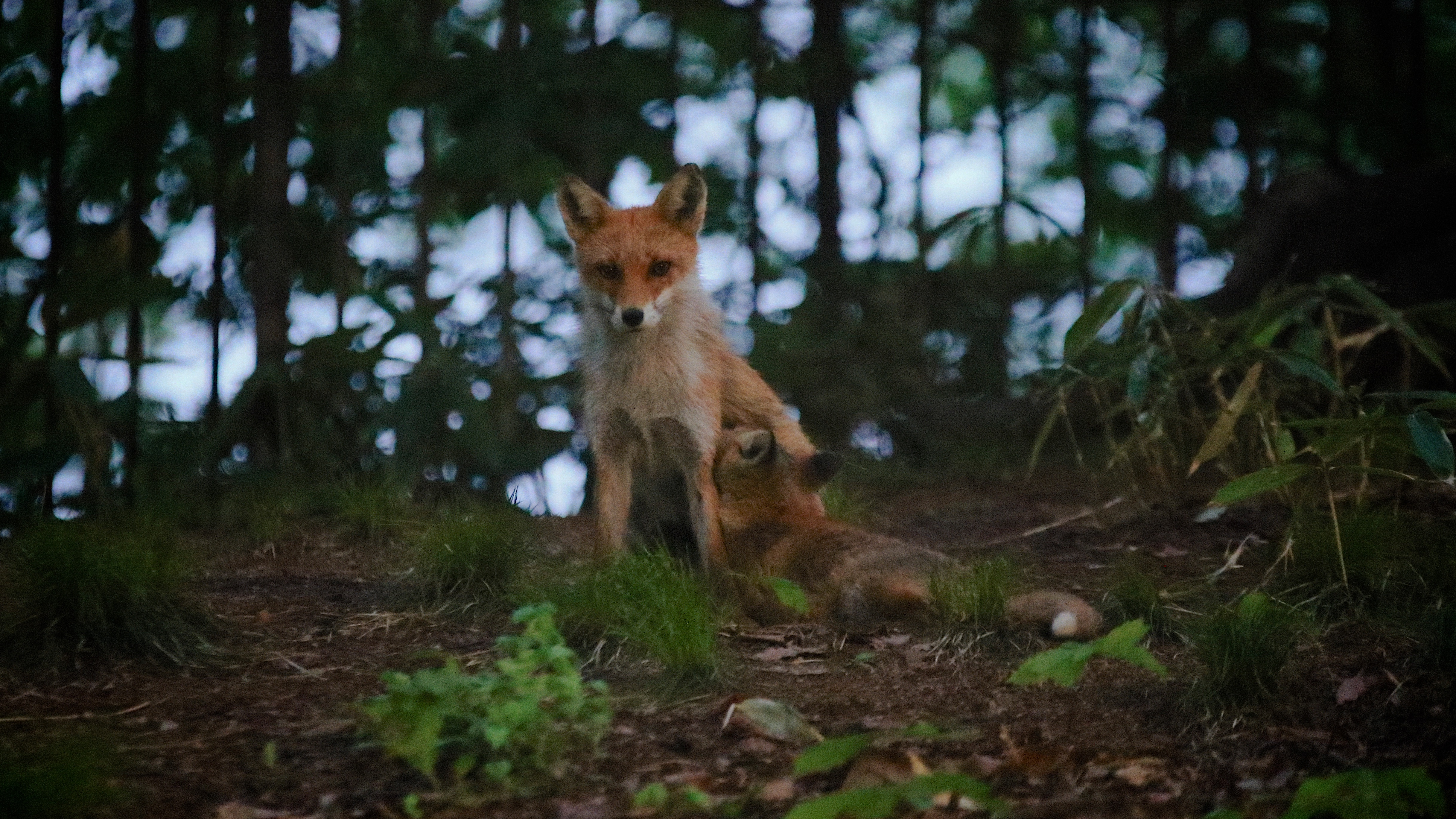
Allaitement, dans un parc de Sapporo.

## Écologie
Le renard roux de Hokkaido est répandu dans les prairies et les hautes montagnes de Hokkaido. Il se nourrit principalement de Muroidea (souris, rat, etc.), de lièvres, d'oiseaux et d'insectes. En automne, il mange également des fruits frais et des fruits à coque. Il se nourrit également dans les rues, dans les lieux touristiques et certaines zones urbaines. Ils ont aussi été observés en train de se nourrir du placenta de bovins dans les pâturages ou dans les installations d'élimination des déchets.
Il creuse des tunnels ou des galeries qu'il utilise comme sites de nidification. Les femelles mettent bas au début du printemps et les jeunes deviennent indépendants à la fin de l'automne. Les mâles se déplacent de manière indépendante et n'interfèrent pas avec l'élevage de leur progéniture.

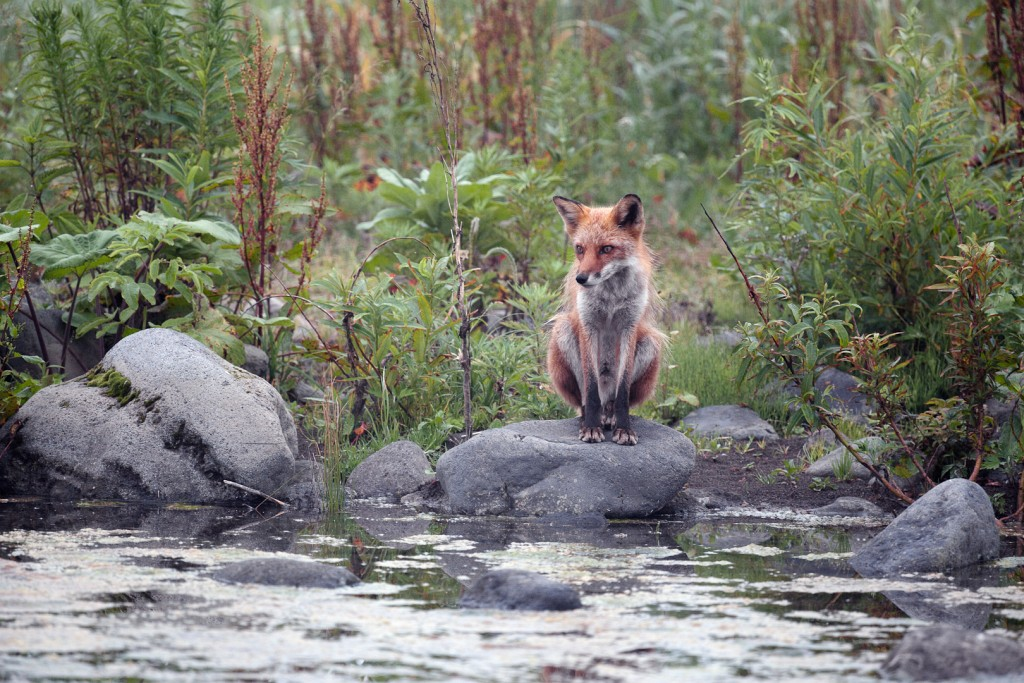
Un individu dans la réserve naturelle de Kourilski, dans l'île des Kouriles la plus proche de Hokkaido.
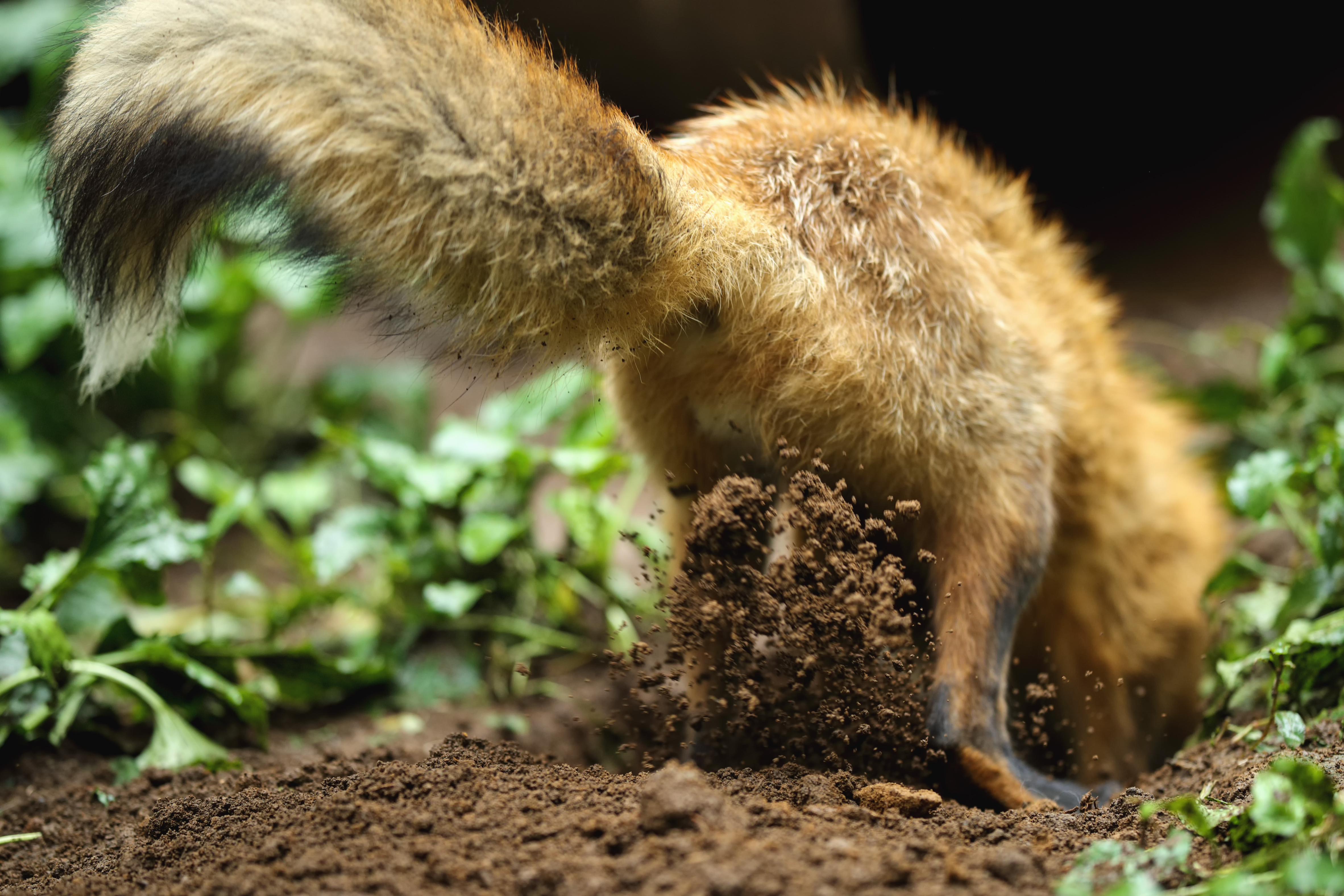
Renard de Hokkaido creusant un trou dans le village des renards de Zaō.

## Maladies et parasites
Le renard roux de Hokkaido est sensible aux ténias et aux vers échinocoques. Ceux-ci ont été introduits à Hokkaido par l'élevage de renards argentés provenant des îles Aléoutiennes actuelles. L'échinococcose est une infection du renard roux de Hokkaido par des ténias. L'infection est transmise mutuellement entre le renard et les rats. Des anthelminthiques sont utilisés au Japon depuis 1999 pour réduire le taux d'ingestion par les renards roux sauvages de Hokkaido. Les œufs d’Echinococcus granulosus sont excrétés dans les matières fécales et peuvent être ingérés par les humains et provoquer une échinococcose. Si elle est détectée tôt, elle peut être traitée, mais si le traitement est retardé ou si le parasite se trouve dans une zone où la chirurgie est difficile, elle peut entraîner la mort. Les renards infectés peuvent également contaminer le bétail et les animaux de compagnie.

## Le renard roux d'Hokkaido et l'homme

### Interactions
Le renard roux de Hokkaido est un animal sauvage. L'intervention humaine, y compris le nourrissage, suscite depuis longtemps des oppositions. L'idée est que si l'on ne tient pas compte des facteurs liés à l'habitat, la sous-espèce en pâtirait. Mais l'échinococcose chez les renards roux de Hokkaido a été reconnue comme une grave menace. Des appels ont été lancés pour que des mesures soient prises afin de gérer le problème.
Les renards roux d'Hokkaido se familiarisent avec les humains, qui leur permettent de trouver de la nourriture,. Par exemple, il a été confirmé qu'après la saison touristique, le renard roux de Hokkaido du parc national de Shiretoko quitte son territoire en avril et parcourt alors les rues d'Utoro à la recherche de personnes susceptibles de le nourrir. Depuis les années 1980, les renards roux d'Hokkaido disposent d'espaces verts permanents dans certaines zones urbaines, comme à Sapporo.

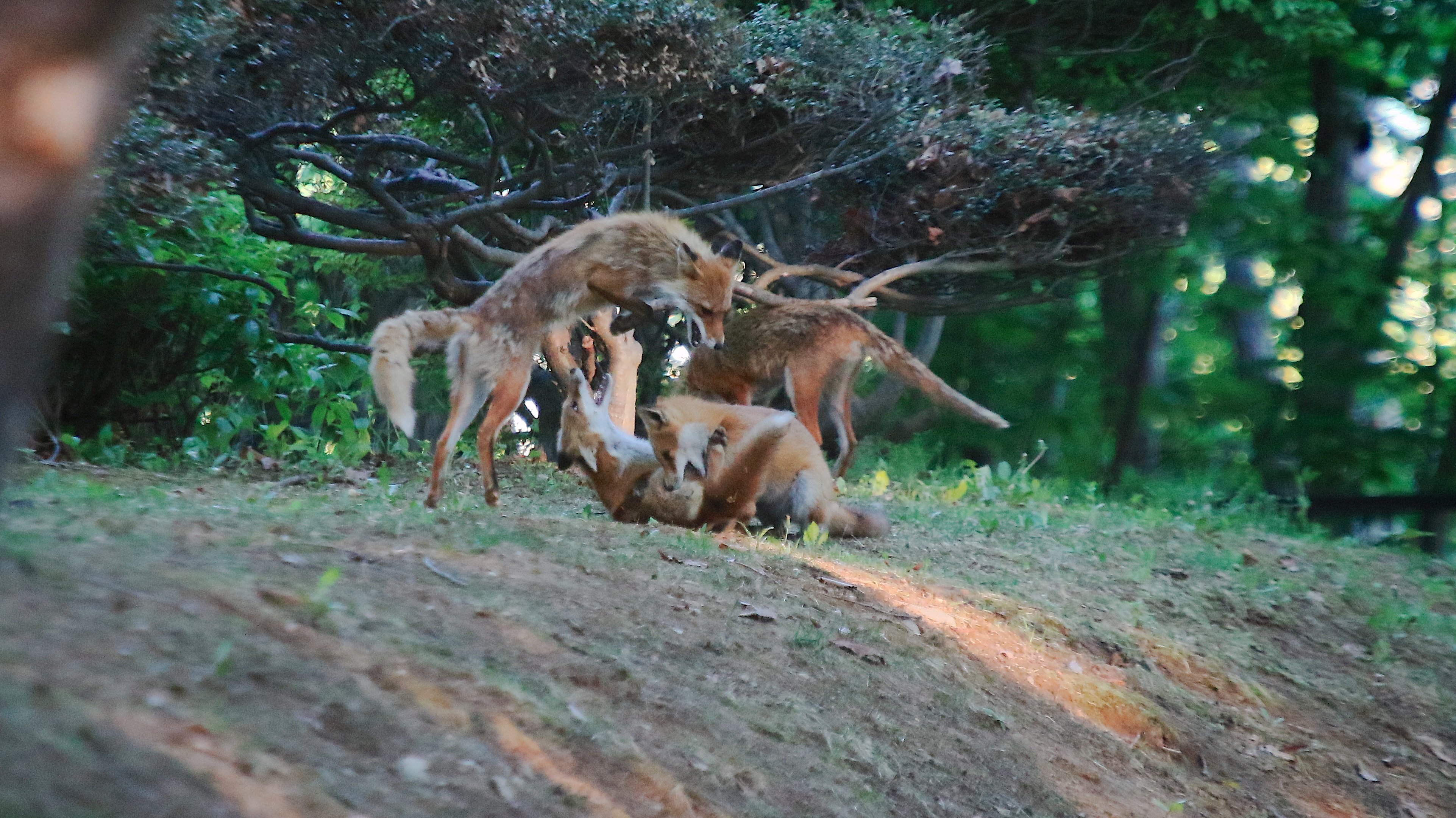
Jeunes jouant dans un parc de Sapporo.

### Figure dans la culture aïnou
Dans la culture aïnou, le renard, entre autres désigné sous le nom de cironnup dont le nom en langue aïnoue, signifie « celui que nous tuons en abondance », était un animal assez commun et pouvant, tout comme le nogitsune du bouddhisme, être considéré comme un animal doté de métamorphoses jouant des tours aux humains, jusqu’a être considéré comme une sorte de porte-malheur. Dans certains récits folkloriques locaux, le renard fait manger aux hommes, du sat cipor, des œufs de saumon séchés. Un plat relativement difficile à manger puisqu’il nécessite de récupérer les restes d’œufs collés entre les dents en mettant la main dans sa bouche. Son petit tour effectué, le renard reprend sa forme naturelle avant de s’enfuir .

## Dans les médias
Le renard roux de Hokkaido a fait l'objet d'un documentaire, « 北海道赤狐的故事 » (« L'histoire du renard roux de Hokkaido »), sorti en 1978.